# مون‌گلفیه ۵۸۶۴
سیارک ۵۸۶۴ (به انگلیسی: 5864 Montgolfier، نامگذاری:1983RC4) پنج هزار و هشتصد و شصت و چهارمین سیارک کشف شده‌است که در ۲ سپتامبر ۱۹۸۳ کشف شد.
قدر مطلق سیارک برابر ۱۴٫۳۰ است.